# Zichy István (1715–1769)
Zicsi és vázsonykői gróf Zichy István (Palota, 1715. július 16. – Oroszvár 1769. február 13.) magyar császári-királyi kamarás, a Pálffy-ezred kapitánya, 1761-től Komárom vármegye főispáni helytartója.

## Családja
Édesapja gróf Zichy János (1673 k.–1724), édesanyja Maria Anna von Thalheim (1691 – Várpalota, 1742. október 1.). Apai nagyszülei gróf Zichy Pál (1640–1684), Moson vármegye főispánja és báró nagykárolyi Károlyi Katalin (1650–1694) voltak. Dédapja pedig zicsi és vázsonykői gróf Zichy István (1616–1692), tárnokmester, koronaőr, főispán, aki a Zichy család számára szerezte a grófi címet.
Két feleségétől tíz gyermeke született.

## Élete
1757-ben Trencsén és Turóc vármegyékből 100 szlovák családot telepített be Jásd faluba.